# Taxe sur l'or de Guyane
Lire en ligne

Lire sur Légifrance

La taxe sur l'or de Guyane est une taxe locale française créée en 2008.

## Historique
La loi de finances rectificative pour 2008 a instauré une taxe obligatoire sur l'extraction de l'or en Guyane,. La taxe est indexée sur le cours du métal précieux afin de contribuer au financement du conservatoire écologique. Durant l'examen du texte, le sénateur Philippe Marini rappelle que la commission des finances propose que la taxe prenne effet à compter de la création du Conservatoire écologique de la Guyane. Le ministre du budget Éric Woerth répond que lors de la visite en Guyane, Nicolas Sarkozy a souhaité que le principe pollueur-payeur soit appliqué à l'activité d'extraction d'or et qu'il n'y avait donc pas besoin de repousser la mise en œuvre de cette nouvelle taxe. Il s'agit d'une des 24 taxes créées entre 2007 et 2012.
La taxe est codifiée à l'article 1599 quinquies B du code général des impôts.
En 2014, l'inspection générale des finances (IGF) liste la taxe parmi les 192 taxes à faible rendement.
Le projet de conservatoire écologique chargé de l’inventaire, de la valorisation et de la conservation de la biodiversité  en Guyane n'avait toujours pas vu le jour en 2018,.

## Caractéristiques

### Produit
Le produit de la taxe s'élevait à 175 200 € en 2003, 278 215 € en 2010, 367 348 € en 2011 et 442 280 € en 2012

### Bénéficiaire
Le produit de la taxe est affecté à la collectivité territoriale de Guyane ainsi que, dès sa création, à l'organisme chargé de l'inventaire, de la valorisation et de la conservation de la biodiversité en Guyane.

### Redevables

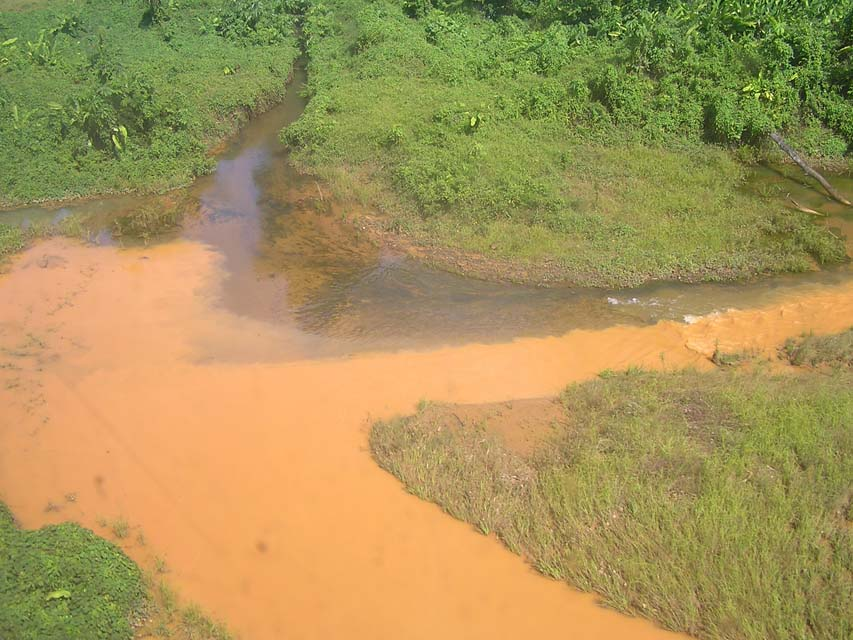
Pollution d'une crique par l'orpaillage en Guyane.

Sur le principe pollueur-payeur, la taxe est due par l'ensemble des exploitants d'or en Guyane :
- les concessionnaires de mines d'or ;
- les amodiataires des concessions de mines d'or ;
- et les titulaires de permis et d'autorisation de mines d'or[4].

Le nombre de redevables est de 26 en 2012.
La taxe sur les extractions d’or réalisées dans le département de la Guyane est assise sur la masse nette de l’or.